# Sakassou (departement)
Sakassou är ett departement i Elfenbenskusten. Det ligger i regionen Gbêkê, i den centrala delen av landet, 70 km norr om huvudstaden Yamoussoukro.